# Retaule de Sant Jaume Pelegrí (Algemesí)
És a Sant Jaume el Major, i seguint la iconografia que representa el sant com un pelegrí, que estava dedicat el retaule major de la primitiva església gòtica de Sant Jaume d'Algemesí. No és gens estrany, si tenim en compte que Algemesí va ser durant l'època medieval, avançada ja la reconquesta, la primera parada del camí de sant Jaume de Llevant, que arrencava des de València i anava a Santiago de Compostela passant per Toledo i altres ciutats de l'altiplà castellà.
L'única que es conserva és la taula principal d'aquest retaule, atribuïda a Gonçal Peris i que avui allotja el Museu Nacional d'Art de Catalunya (MNAC) en la seua exposició permanent d'art gòtic. Aquesta pintura gòtica, datada el 1423 (i per tant, dels darrers anys en què el pintor està documentat a València) presidia el retaule que hi havia a la primitiva parròquia d'Algemesí, que segurament ocupava el solar d'una mesquita anterior. Aquesta antiga església era de fàbrica gòtica; es pensa que el mestre d'obres fou el mateix que va dirigir la construcció d'algunes dependències del monestir de Santa Maria de la Valldigna, proper a Algemesí. Encara avui es conserven, sota la decoració barroca, els elements gòtics de la volta de l'antic temple, que per fora degué tenir un aspecte més aviat defensiu.

## Eixida de l'obra d'Algemesí
No se sap amb certesa el moment en què la taula deixà de pertànyer al patrimoni parroquial d'Algemesí. Segurament fou venuda després de la reforma i ampliació del temple, al segle xvi, les obres de la qual va dirigir Domènec Gamieta. En un principi, es tenia pensat d'enderrocar l'antiga església, però finalment va romandre als peus del temple de nova fàbrica, canviant la seua funció: va esdevindre capella de la comunió. Al segle XVII-XVIII va ser reformada la decoració d'aquesta part de l'església, i seria llavors quan la taula de Gonçal Peris degué ser venuda, atès també que llavors l'art gòtic es considerava "desfasat" i "passat de moda".
Hem de dir que la iconografia del sant en el nou altar major de l'església de Sant Jaume va canviar radicalment: els quadres del nou retaule mostren un Sant Jaume "Matamoros", lluitant victoriós a la batalla de Clavijo esclafant els infidels musulmans. Francesc Ribalta fou qui va rebre l'encàrrec de pintar les noves pintures de l'arquebisbe Sant Joan de Ribera: es poden llegir en elles les tensions socials de l'època, existents entre els cristians vells i els cristians conversos, principalment els moriscs que havien quedat al nord del Xúquer i contra els quals hi havia una campanya d'odi i de persecució que acabà en la seua expulsió, per decret de Felip III, l'any 1609, poc després d'haver-se pintat les taules principals del nou retaule ribaltesc.